# آرشي ماكفيرسون
آرشي ماكفيرسون (بالإنجليزية: Archie McPherson)‏ (10 فبراير 1909 - 1969 في المملكة المتحدة) هو لاعب كريكت ومدرب كرة قدم ولاعب كرة قدم بريطاني (وحمل سابقاً جنسية المملكة المتحدة لبريطانيا العظمى وأيرلندا) في مركز مهاجم داخلي. لعب مع شيفيلد يونايتد ونادي رينجرز ونادي فالكيرك ونادي ليفربول.

## وصلات خارجية
- آرشي ماكفيرسون على موقع قاعدة بيانات كرة القدم.إي يو (الإنجليزية)